# Gran Premio di superbike dell'Hungaroring 1990
Il Gran Premio di Superbike dell'Hungaroring 1990 è stato disputato il 30 aprile sul Hungaroring e ha visto la vittoria di Fred Merkel in gara 1, mentre la gara 2 è stata vinta da Raymond Roche.

## Risultati

### Gara 1

#### Arrivati al traguardo[1]
| Pos. | Nº | Pilota            | Motocicletta | Tempo     | Griglia | Punti |
| ---- | -- | ----------------- | ------------ | --------- | ------- | ----- |
| 1º   | 1  | Fred Merkel       | Honda        | 46:00.173 | 3º      | 20    |
| 2º   | 3  | Raymond Roche     | Ducati       | +0:03.193 | 4º      | 17    |
| 3º   | 4  | Fabrizio Pirovano | Yamaha       | +0:05.359 | 8º      | 15    |
| 4º   | 16 | Malcolm Campbell  | Honda        | +0:05.760 | 1º      | 13    |
| 5º   | 19 | Robert McElnea    | Yamaha       | +0:06.040 | 6º      | 11    |
| 6º   | 2  | Stéphane Mertens  | Honda        | +0:13.979 | 5º      | 10    |
| 7º   | 5  | Anders Andersson  | Yamaha       | +0:15.363 | 12º     | 9     |
| 8º   | 7  | Terry Rymer       | Yamaha       | +0:16.127 | 14º     | 8     |
| 9º   | 8  | Baldassarre Monti | Honda        | +0:19.920 | 7º      | 7     |
| 10º  | 11 | Robert Phillis    | Kawasaki     | +0:24.275 | 9º      | 6     |
| 11º  | 35 | Daniel Amatriaín  | Honda        | +0:34.737 | 18º     | 5     |
| 12º  | 36 | Juan López Mella  | Honda        | +0:35.051 | 20º     | 4     |
| 13º  | 23 | Ernst Gschwender  | Suzuki       | +0:36.370 | 16º     | 3     |
| 14º  | 66 | Jeffry de Vries   | Yamaha       | +0:48.355 | 17º     | 2     |
| 15º  | 77 | Brian Morrison    | Honda        | +0:52.472 | 21º     | 1     |
| 16º  | 9  | Jari Suhonen      | Yamaha       | +0:55.994 | 15º     |       |
| 17º  | 43 | Michael Galinski  | Kawasaki     | +0:56.281 | 19º     |       |
| 18º  | 78 | René Delaby       | Honda        | +1:10.883 | 23º     |       |
| 19º  | 31 | Ray Stringer      | Yamaha       | +1:21.473 | 26º     |       |
| 20º  | 54 | Mauro Mastrelli   | Ducati       | +1:23.981 | 33º     |       |
| 21º  | 56 | Mauro Ricci       | Kawasaki     | +1:41.284 | 24º     |       |
| 22º  | 59 | Bruno Bonhuil     | Honda        | +1:41.534 | 32º     |       |
| 23º  | 71 | Peter Rubatto     | Yamaha       | +1:47.500 | 25º     |       |
| 24º  | 37 | Xavier Arenas     | Honda        | +1:47.773 | 28º     |       |
| 25º  | 75 | Christian Zwedorn | Honda        | +1:49.199 | 27º     |       |
| 26º  | 79 | Johann Parzer     | Yamaha       | +1 giro   | 34º     |       |
| 27º  | 74 | Gerhard Mairhofer | Kawasaki     | +1 giro   | 35º     |       |
| 28º  | 41 | Manuel João       | Kawasaki     | +1 giro   | 36º     |       |
| 29º  | 53 | Aldeo Presciutti  | Yamaha       | +3 giri   | 29º     |       |

#### Ritirati
| Nº | Pilota            | Motocicletta | Giri     | Griglia |
| -- | ----------------- | ------------ | -------- | ------- |
| 68 | René Rasmussen    | Suzuki       | +9 giri  | 22º     |
| 17 | Davide Tardozzi   | Ducati       | +12 giri | 10º     |
| 39 | Stefano Caracchi  | Ducati       | +13 giri | 11º     |
| 6  | Giancarlo Falappa | Ducati       | +15 giri | 2º      |
| 62 | Michael Lundvall  | Kawasaki     | +15 giri | 31º     |
| 46 | Edwin Weibel      | Kawasaki     | +15 giri | 13º     |
| 63 | Peter Granath     | Honda        | +23 giri | 30º     |

### Gara 2

#### Arrivati al traguardo[2]
| Pos. | Nº | Pilota            | Motocicletta | Tempo     | Griglia | Punti |
| ---- | -- | ----------------- | ------------ | --------- | ------- | ----- |
| 1º   | 3  | Raymond Roche     | Ducati       | 45:38.130 | 4º      | 20    |
| 2º   | 16 | Malcolm Campbell  | Honda        | +0:03.266 | 1º      | 17    |
| 3º   | 2  | Stéphane Mertens  | Honda        | +0:06.513 | 5º      | 15    |
| 4º   | 19 | Robert McElnea    | Yamaha       | +0:08.582 | 6º      | 13    |
| 5º   | 7  | Terry Rymer       | Yamaha       | +0:14.751 | 14º     | 11    |
| 6º   | 1  | Fred Merkel       | Honda        | +0:23.111 | 3º      | 10    |
| 7º   | 6  | Giancarlo Falappa | Ducati       | +0:24.676 | 2º      | 9     |
| 8º   | 4  | Fabrizio Pirovano | Yamaha       | +0:36.097 | 8º      | 8     |
| 9º   | 17 | Davide Tardozzi   | Ducati       | +0:47.326 | 10º     | 7     |
| 10º  | 46 | Edwin Weibel      | Kawasaki     | +0:48.955 | 13º     | 6     |
| 11º  | 8  | Baldassarre Monti | Honda        | +0:52.573 | 7º      | 5     |
| 12º  | 35 | Daniel Amatriaín  | Honda        | +0:56.528 | 18º     | 4     |
| 13º  | 66 | Jeffry de Vries   | Yamaha       | +1:07.324 | 17º     | 3     |
| 14º  | 9  | Jari Suhonen      | Yamaha       | +1:10.448 | 15º     | 2     |
| 15º  | 43 | Michael Galinski  | Kawasaki     | +1:17.828 | 19º     | 1     |
| 16º  | 77 | Brian Morrison    | Honda        | +1:30.898 | 21º     |       |
| 17º  | 39 | Stefano Caracchi  | Ducati       | +1:33.768 | 11º     |       |
| 18º  | 53 | Aldeo Presciutti  | Yamaha       | +1:42.504 | 29º     |       |
| 19º  | 37 | Xavier Arenas     | Honda        | +1:46.200 | 28º     |       |
| 20º  | 71 | Peter Rubatto     | Yamaha       | +1:47.682 | 25º     |       |
| 21º  | 56 | Mauro Ricci       | Kawasaki     | +1:51.655 | 24º     |       |
| 22º  | 31 | Ray Stringer      | Yamaha       | +2:05.415 | 26º     |       |
| 23º  | 54 | Mauro Mastrelli   | Ducati       | +2:08.837 | 33º     |       |
| 24º  | 59 | Bruno Bonhuil     | Honda        | +2:13.358 | 32º     |       |
| 25º  | 68 | René Rasmussen    | Suzuki       | +1 giro   | 22º     |       |
| 26º  | 79 | Johann Parzer     | Yamaha       | +1 giro   | 34º     |       |
| 27º  | 41 | Manuel João       | Kawasaki     | +1 giro   | 36º     |       |

#### Ritirati
| Nº | Pilota            | Motocicletta | Giri     | Griglia |
| -- | ----------------- | ------------ | -------- | ------- |
| 74 | Gerhard Mairhofer | Kawasaki     | +2 giri  | 35º     |
| 5  | Anders Andersson  | Yamaha       | +6 giri  | 12º     |
| 36 | Juan López Mella  | Honda        | +9 giri  | 20º     |
| 11 | Robert Phillis    | Kawasaki     | +12 giri | 9º      |
| 75 | Christian Zwedorn | Honda        | +15 giri | 27º     |
| 78 | René Delaby       | Honda        | +18 giri | 23º     |
| 23 | Ernst Gschwender  | Suzuki       | +21 giri | 16º     |